# Mihail Diaconescu
Mihail Diaconescu (n. Priboieni, Muscel, azi Argeș, 8 noiembrie 1937 - d. București, 25 martie 2020) a fost un romancier,  eseist, critic și istoric literar, critic de artă, filosof, estetician și profesor universitar român, propus pentru Premiul Nobel pentru Literatură (2013).

## Biografie

### Copilăria
Supranumit de către eminescologul Nicolae Georgescu Magul de la Vulturești (Dușan 33), Mihail Diaconescu s-a născut în ziua Sfinților Arhangheli Mihail și Gavril,  8 noiembrie a anului 1937 în comuna Priboieni, județul Muscel, azi Argeș și a decedat în ziua de Bunavestire, 25 martie a anului 2020, la București.
Strămoșii scriitorului au fost țărani ortodocși din Făgăraș care au trecut munții în Argeș din cauza intoleranței religioase și etnice la care au fost supuși de către Imperiul Austro-Ungar
Tatăl viitorului om de cultură s-a numit Aurelian și a fost preot și învățător în comuna Vulturești, Argeș, având parohie la biserica Bătiești între 1927-1972, cu întrerupere în perioada 1942-1953 . De la acesta a moștenit aplecarea către teologie, istorie și filozofie, iar de la mamă, Aurelia, harul de povestitor.
Celor mai importante modele umane și morale, părinților care i-au dat  viață și l-au îndrumat, Mihail Diaconescu le-a dedicat Istoria literaturii dacoromane:„ Iterum/Aureliano presbytero et Aureliae/parentibus optimis/omnis meae vitae/sapientissimis magistris/summa cum gratitudine/ab imo pectore et iucundae/pro eorum memoria/hanc litterarem parvitatem/dedicavi ”(Din nou/preotului Aurelian și Aureliei/cei mai buni părinți/cei mai înțelepți dascăli ai întregii mele vieți/cu cea mai aleasă recunoștință/din adâncul inimii și cu bucurie/memoriei lor/dedic/această neînsemnată carte de literatură).
„ Calitatea de fiu al unui preot de țară a direcționat întreaga mea evoluție ca om și scriitor, întreaga mea formare în etape. Înainte de a fi scriitor și conferențiar universitar eu sunt fiul tatălui meu și fiul satului Vulturești ”, spunea profesorul Mihail Diaconescu.
La Vulturești, Mihail Diaconescu a locuit o perioadă lungă, inclusiv la maturitate în concedii și în timpul liber când a scris multe din cărțile și lucrările sale, fiind foarte atras atât de farmecul locului cât și de atmosfera spirituală și tradiționalistă care l-a inspirat în crearea operei sale.

### Studiile
Mihail Diaconescu a absolvit Liceul Gheorghe Șincai din București (1955) și Facultatea de Filologie a Universității din București (1960). Ulterior, a dobândit titlul de doctor în filologie la Universitatea Alexandru Ioan Cuza din Iași cu o teză despre Gib Mihăescu (1972), publicată anul următor.

### Activitatea profesională
După terminarea facultății, Mihail Diaconescu a activat ca profesor la Liceul Șt. O. Iosif din Rupea, județul Brașov (1960-1964), muzeograf la Muzeul de Istorie Brașov și redactor la secția culturală Drum nou din același oraș. Între 1965-1985 a  predat la Institutul Pedagogic din Pitești.
Pentru trei ani (1972-1975) a fost conferențiar oaspete la Institutul de Romanistică al Universității Humboldt, Germania. Începând cu anul 1985 și-a desfășurat activitatea ca cercetător științific principal la Institutul de Istorie și Teorie Literară George Călinescu al Academiei Române, pentru ca după 1995 să predea din nou studenților la Facultatea de Sociologie, Psihologie și Pedagogie a Universității din București, Facultatea de Științe și Facultatea de Teologie Ortodoxă a Universității din Pitești, precum și la Universitatea Spiru Haret din București.
În anul 1966 a înființat la Pitești revista Argeș și a fost cofondator al revistelor Astra și Noua revistă la Sibiu, de asemenea în anul 1999 pentru  Analele Universității Spiru Haret, Seria Filologie, Limba și Literatura Română .

## Activitatea literară și științifică

### Generalități
Mihail Diaconescu este recunoscut ca un spirit enciclopedic, promotor al unui umanism fondat pe valorile ortodoxiei.
A fost membru al Uniunii Scriitorilor (1965) ca recunoaștere a operei sale literare și științifice.
Specialiștii sunt de acord asupra faptului că Mihail Diaconescu a fost cel mai respectat cunoscător al istoriei literaturii române străvechi, cunoscută și sub denumirea de literatură daco-romană, străromână sau protoromână. El este autorul cărților Istoria literaturii dacoromane, București, Editura Alcor, 1999 și Antologie de literatură dacoromană, București, Editura Corifeu, 2003. 
Pentru realizările sale, Mihail Diaconescu a fost numit Titan al culturii de către Mitropolitul Irineu al Olteniei, iar teologul Dumitru Stăniloae îl consideră începător al scrisului nostru viitor.
Mihail Diaconescu este socotit un scriitor integral  întrucât de-a lungul carierei a scris versuri, critică literară, drame, tragedii, piese de teatru, scenarii și cronici de film, reportaje, studii și comunicări științifice.
A afirmat că a urmărit realizarea unei literaturi cu program care să reliefeze valorile istorice și morale ale românilor în contextul adevărurilor doctrinare caracteristice credinței creștin-ortodoxe.
Scriitorul însuși a declarat că prin propagarea fondului spiritual al românilor în creația sa, se consideră un scriitor tradiționalist. Tradițiile sunt un numitor comun pentru un popor care trăiește într-o comunitate bazată pe aceleași credințe și obiceiuri: „ Am evocat în romanele mele epoci spirituale, destine intelectuale și opere de cultură, pentru că am dorit să înțeleg prin ele destinul poporului meu ” .
Iubirea nețărmurită a lui Dumnezeu față de creația sa este modelul suprem pe care scriitorul îl urmărește atunci când înțelege personajele pentru a le putea transmite trăirile către publicul cititor: „ Orice scriitor se află pe aceeași lungime de undă sufletească cu personajele pe care le evocă. Am urât, am iubit, am admirat, am disprețuit, am sperat, m-am bucurat și m-am întristat la fel de mult ca personajele pe care le-am evocat ”.
În prodigioasa sa activitate, Mihail Diaconescu s-a aplecat și asupra filmului documentar, realizând în 13 episoade a câte o jumătate de oră, serialul Dobrogea creștină.

### Unitatea operei diaconesciene.
Întreaga operă a lui Mihail Diaconescu a fost supusă unui plan prestabilit, menit să concretizeze o fenomenologie narativă a spiritului românesc bazată pe valorile naționale românești în special cele creștine. Scriitorul însuși și-a numit creația literară literatură cu program.
Cărțile sale formează un tot-unitar îndreptat către dorința unei vieți superioare posibile datorită înnobilării sufletului uman prin spiritualitate.

### Influențe asupra operei diaconesciene.
Filozofi: Platon, René Descartes, Immanuel  Kant, Lucian Blaga, Constantin Noica, Nichifor Crainic, Mircea Vulcănescu.
Nichifor Crainic un scriitor integral , mentorul și directorul revistei Gândirea a avut un rol important în devenirea ca eseist și jurnalist a lui Mihail Diaconescu. Lui i-a fost dedicat un capitol în tratatul  Estetica Ortodoxiei : Estetica Ortodoxiei în concepția lui Nichifor Crainic. Despre înrâurirea pe care a avut-o asupra sa și asupra colegilor de litere, afirmă: Creatorii din gruparea „ Argeș. Tradiție și spiritualitate “ se raportează consecvent la personalitățile tutelare și la operele impuse în istorie de Semănătorul și Gândirea. Exemplele lor înălțătoare catalizează în noi disponibilități și forțe creatoare deosebit de active ”. 
Teologi: Sf. Maxim Mărturisitorul, Dumitru Stăniloae, Ioan G. Coman.
Dumitru Stăniloae cel mai mare teolog din acest secol, numit așa de episcopul Timothy Kallistos Ware of Dioklea, stă, prin vastitatea și profunzimea operei sale teologice, la baza creației diaconesciene și mai ales a fenomenologiei narative: „ Mulți scriitori, artiști, savanți și cugetători din cultura română de azi au trăit în contact cu opera Părintelui Stăniloae fiorul unei mari descoperiri. În creațiile tuturor, cugetarea Părintelui Stăniloae este activă. E rodnică. Pentru că puterea spirituală a acestei cugetări este benefică, iradiantă, catalizatoare de mari energii intelectuale și sufletești ”.
Ioan G. Coman, patrolog recunoscut în cultura noastră, s-a aplecat asupra modului în care spiritualitățile greacă și latină și-au găsit ecoul în literatura creștină patristică. Perioada patristică începe cu bărbații apostolici și se termină cu sfinții părinți și teologi până la căderea Constantinopolului.
Mihail Diaconescu a studiat intens opera profesorului Ioan G. Coman pentru a putea redacta Prelegerile de estetica ortodoxiei; de asemenea, romanele sale cuprind pe larg idei din această lucrare ca și noțiuni despre frumos aparținând Părinților și Scriitorilor bisericești, ceea ce l-a determinat pe părintele profesor univ. dr. Dumitru Radu, autorul lucrării Fundamentele teologice ale fenomenologiei narative  să afirme că o asemenea abordare este un fapt unic în istoria literaturii și culturii române.